# 石排灣社會及衛生服務大樓
石排灣社會及衛生服務大樓（葡萄牙語：Edifício de Serviços Sociais e de Saúde de Seac Pai Van），位於澳門路環石排灣CN6d地段、石排灣公屋群內，規劃名稱為“路環石排灣公共房屋CN6d地段衛生及護老設施”。大樓佔地約7,500平方米，樓高10層，另設有一層地庫公共停車場。大樓內設有衛生中心、藥物治療中心、長者綜合服務設施及精神病康復者長期住宿院舍。

## 歷史

### 招標及興建
2014年5月8日，路環石排灣公共房屋CN6d地段衛生及護老設施進行公開開標，工程不設底價，共有10間公司遞交標書文件。經開標程序後，10間公司的標書獲接納。工程造價由澳門幣325,580,000.00至376,380,000.00，工期由839天到850天。建造工程佔地約7,500平方米，樓高10層和1層地庫，規劃為衛生中心、藥物治療中心、長者綜合服務設施、精神病康復者長期住宿院舍及地庫公共停車場。
2014年中，本大樓工程已動工，當時正進行岩石開鑿及地庫開挖，當時預計2016年年底完工。
2014年11月，時任澳門立法會直選議員陳明金提出書面質詢，關注石排灣公屋群內醫療設施配套及運作情況。時任衛生局局長李展潤表示，石排灣衛生中心所處的公共設施大樓預計年內動工。

### 竣工及啟用
2017年6月27日，時任社會文化司司長譚俊榮參觀本大樓，當時大樓工程已竣工並進入裝修階段，部分樓層按規劃正進行裝修，兩個設施優良的綜合性中心及院舍當時預計在2017年底前投入服務。長者綜合服務中心涵蓋日間護理服務、家居照顧及支援服務、護老者支援服務，以及護理和護養院舍，可容納日間護理60名，住宿294名。譚俊榮同時視察位於大樓一至三樓的石排灣衛生中心工程進度，當時土建工程完成，當時即將展開内部工程設計，並預計2019年投入使用，提供中西醫結合治療和門診服務。
2017年11月9日，位於本大樓6樓至9樓內的長者綜合服務中心正式啟用，由澳門明愛營運，面積9,390.87平方米，是澳門首間集合包括居家式照顧及支援服務、社區式日間護理服務、機構式院舍服務以及綜合式護老者支援於一身的四合一照護功能長者綜合服務中心。
2018年2月1日，位於本大樓地庫一層的公共停車場正式啟用，並命名為“和諧廣場停車場”，出入口設於蝴蝶谷大馬路及業興大馬路交界，提供209個輕型汽車泊車位及146個摩托車泊車位。
2019年4月29日，位於四至五樓的精神康復院舍啟用，由社會工作局委託浸信會澳門愛羣社會服務處管理和營運。提供超過110多個宿服務名額，包括全澳首設的短暫住宿服務。服務對象為經社工局轉介的112個住宿服務名額，當中包括10個短暫及2個緊急住宿服務。院舍為院友提供住宿及膳食、個人護理、物理治療、職業治療、個人輔導及治療小組、社交及康樂活動、社區教育及社區參與活動等服務。
2022年6月6日，位於本大樓地面層至三樓的“石排灣衛生中心”正式啟用，同日舉行揭幕儀式，而原位於樂群樓地面層的“石排灣臨時衛生站”於同日起停用。衛生中心總面積約為5,600平方米，服務面積約為原路環石排灣臨時衛生站的12倍，位於本大樓內的地面層、一樓及二樓，轄區範圍包括蓮花路南面及路環一帶地區，服務人口約3至4萬人。

## 樓層分佈
| 樓層分佈 |                                                         |
| RF       | 護理中心戶外平台、儲存間及機房                          |
| 6F-9F    | 澳門明愛恩暉長者綜合服務中心 （页面存档备份，存于）     |
| 3F-5F    | 浸信會澳門愛群社會服務處樂融山莊 （页面存档备份，存于） |
| GF-2F    | 衛生局石排灣衛生中心 （页面存档备份，存于）             |
| B1F      | 和諧廣場停車場（公共停車場）                            |

## 設施
根據澳門政府於2013年的規劃，計劃興建的本大樓設施包括於地庫一層的公共停車場，合共提供約200個私家車位及約100個電單車位；地面層至三樓建成約9400平方米之衛生中心及為藥物治療中心；四樓至五樓為約9000平方米之精神病康復者長期住宿院舍。六樓至九樓為約5000平方米之護養院及日間護理中心以及天面層為社工局設施的活動之戶外平台、儲存間及機房等。整座建築物均採用節能燈具、節水潔具及配備再生水系統。此外，設計上亦分別設有2個平台花園，作為通風及供用家休憩之作用。但經修改後，地庫一層、六樓至九樓內的設施維持不變，衛生中心改為設於本大樓的地面層至二樓，原於四樓至五樓之精神病康復者長期住宿院舍由兩層變為三層，改為設於本大樓的三樓至五樓。

### 政府設施
- 石排灣衛生中心：位於本大樓地面層至二樓，轄區範圍包括蓮花路南面及路環一帶地區，服務人口約三至四萬人。總面積約5,600平方米，為原路環石排灣臨時衛生站的十二倍。主要提供成人保健（包括老人門診及體格檢查）、兒童保健、產前保健、婦女保健、戒煙門診、心理保健、糖尿病聯合門診、特別門診（診治發熱或懷疑患急性傳染病人士）、藥物諮詢門診、疫苗接種、老人護理諮詢門診和護理服務（包括項目：換藥、注射、血壓測量、血糖測試、傷口護理、施藥、心電圖、足部檢查、疫苗接種、身體評估）等社區衛生醫療服務，同時預留空間提供中醫保健及口腔保健服務。服務時間為星期一至五08:30至18:00；星期六、日及公眾假期09:00-13:00設特別服務時間提供護理服務[24][25]。

### 社會服務設施
- 浸信會澳門愛群社會服務處樂融山莊 （页面存档备份，存于）：位於本大樓三樓至五樓
- 澳門明愛恩暉長者綜合服務中心 （页面存档备份，存于）：位於本大樓六樓至九樓

### 公共停車場
和諧廣場停車場：位於本大樓地庫一層

## 爭議

### 興建工程延誤
2015年7月30日，政府向立法會公共行政事務跟進委員會介紹石排灣兩橦民生綜合大樓的工程進度。建設發展辦公室表示，由於天雨關係及配合新“噪音法”的實施，本大樓建造工程出現延誤，但建設辦認為是“合理延期”並無處罰。大樓工程於2014年9月動工，原定2016年底完工，但工程出現延誤，當時預計2017年11月13日完工。
2015年8月15日，石排灣公屋群內的民生設施工程延誤，社會工作局回覆時表示，各項設施將陸續投入服務，預計2017年全部到位。當中位於石排灣CN6d地段即本大樓為獨立規劃的精神病康復者長者住宿設施，以及長者綜合服務中心，目前該大樓正興建中，按進度預計將於2017年投入服務。

### 衛生中心啟用一度無期並縮減規模
自石排灣公屋群入伙初期，不少居民抱怨該區就醫困難的問題，政府當時計劃興建本大樓，並包括在本大樓內設置衛生中心，當時預計在2017年11月13日完工。
2017年12月，政府近日以石排灣公屋群距離離島醫療綜合體車程較近為由，縮減位於本大樓內的衛生中心規模。時任澳門立法會直選議員黃潔貞提出書面質詢指出，衛生中心作為初級衛生保健網絡系統，與醫院的專科醫療功用不一，質疑當局未有考慮兩者功能上的區別，要求當局交代其發展理據。又指出各區衛生中心的建設亦經常出現延誤，例如該衛生中心原定於2015年投入服務，但有關工程一再延後，至今又指正進行圖則修改工作。又指出相關延誤影響各區居民在就近社區接受初級衛生保健服務，促當局提供上述設施具體落成投入服務的時間和工程進度。
2018年12月4日，時任衛生局局長李展潤在立法會施政辯論會上表示，位於本大樓內的石排灣衛生中心預計可於2020年啟用。
2019年11月，離島社召委召開平常會議，有委員引述衛生局指，石排灣衛生中心重新規劃設計圖則已交工務局審批中，暫未有新時間表，但會較原預計2020年啟用時間再延遲。當時中心內仍堆滿建築材料，內有保安員看守，卻未見任何工人在裝修。該衛生中心原規劃佔石排灣社服大樓四個樓層，及後當局調整規劃，向其上的長者院舍和精神復康院舍各多撥一層，令中心減至兩層，相關規劃設計方案要重新再做。
2021年8月初，一名衛生局男司機確診感染COVID-19，導致當時的石排灣臨時衛生站暫停開放，而臨時衛生站的採樣地點更驗出多個環境樣本呈陽性，對居住在石排灣公屋群社區內需要就診的人士造成不便。本大樓雖然落成多年，但位於大樓內的石排灣衛生中心仍未啟用，相關場地卻閒置至今。民眾建澳聯盟建議儘快完成相關裝修工程並開放醫療服務，取代臨時衛生站，滿足區內居民的醫療需求。
2022年6月6日，位於本大樓地面層至二樓的石排灣衛生中心正式啟用。

## 外部連結
- 公共建設局─路環石排灣公共房屋CN6d地段衛生及護老設施建造工程 （页面存档备份，存于）